# Hyundai Scoupe
Hyundai Scoupe — спортивный купеобразный вариант Hyundai Excel. В Великобритании и других странах автомобиль называется «S Coupé».

## История
Автомобиль Hyundai Scoupe поставлялся в США. Двигатель передаёт крутящий момент на передние колёса через 5-ступенчатую механическую или 4-ступенчатую автоматическую трансмиссию.
В 1993 году автомобиль прошёл фейслифтинг путём замены передних фар, бампера, крыла и капота. Теперь автомобиль оснащался бензиновым двигателем внутреннего сгорания Alpha. Существует также вариант Hyundai Scoupe GT.

## Галерея

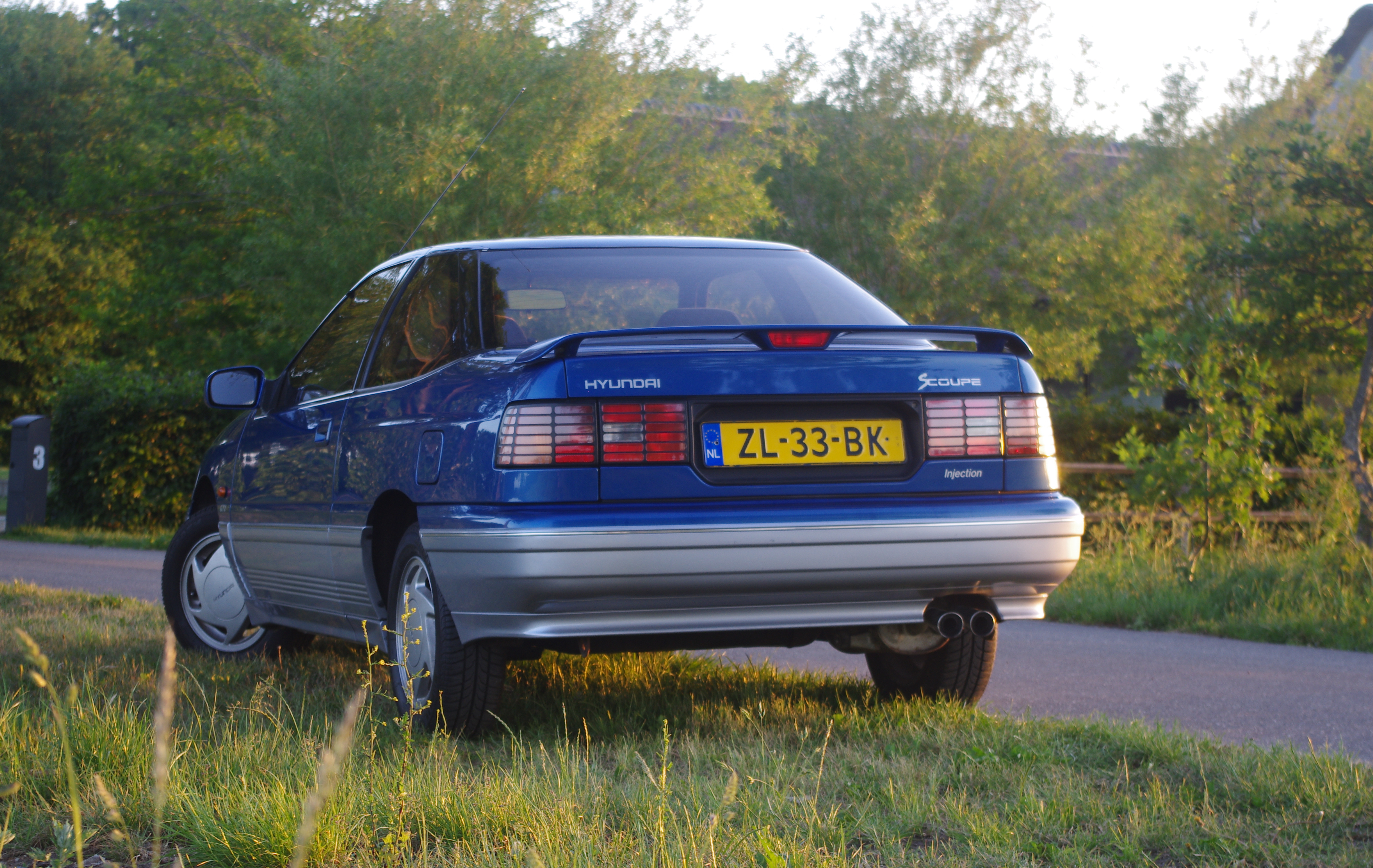
Hyundai Scoupe GTX
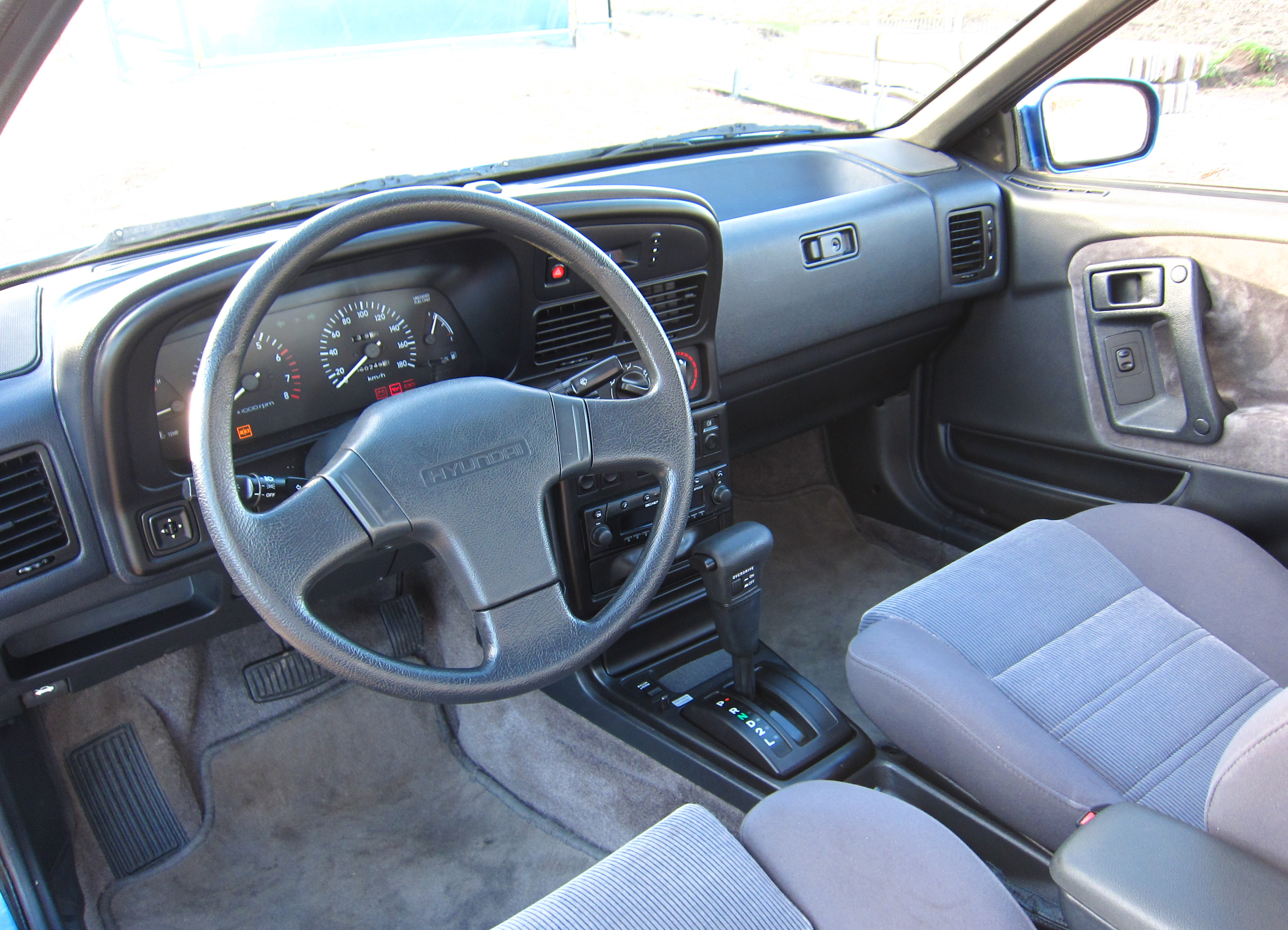
Место водителя
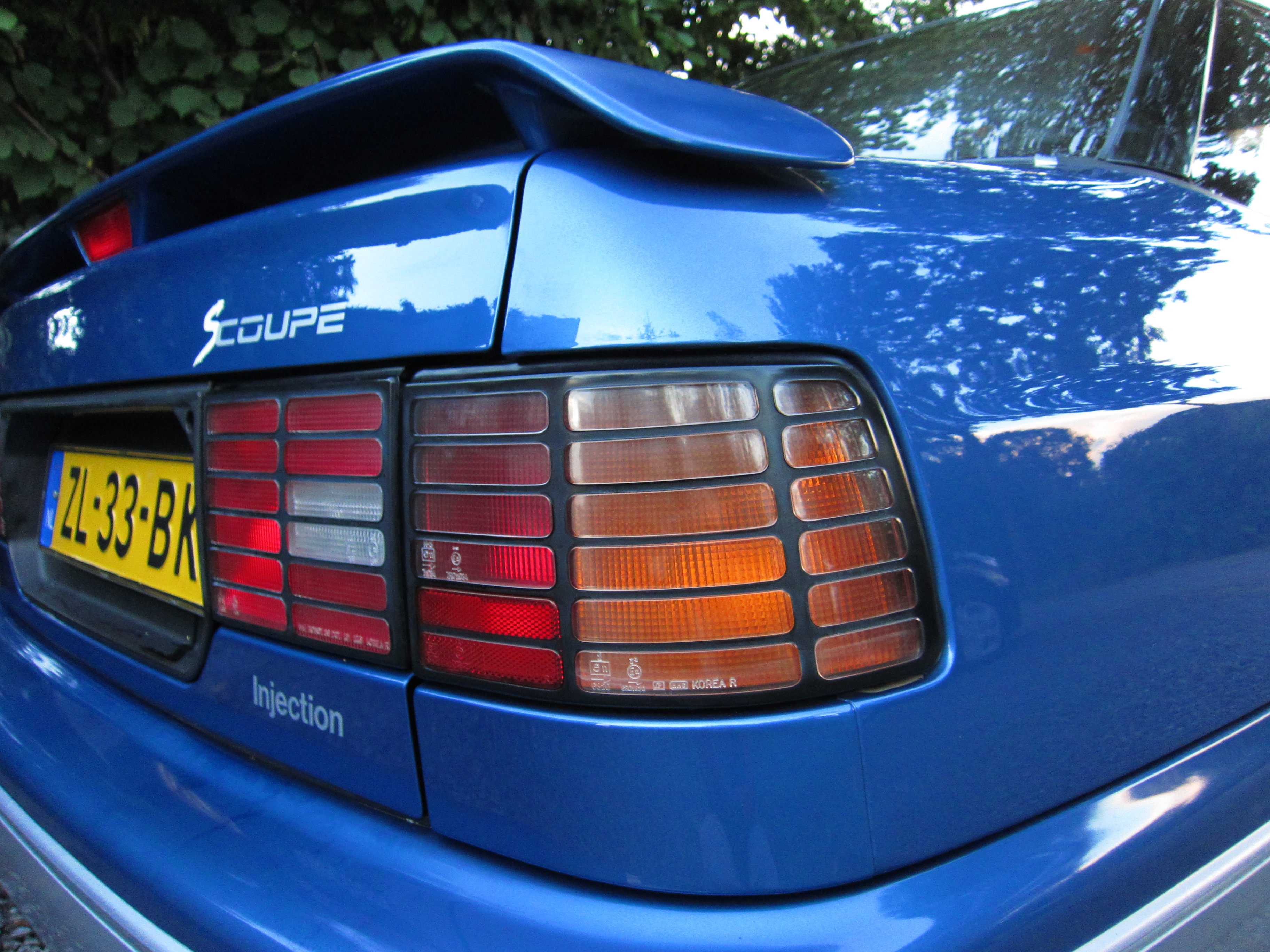
Задний фонарь
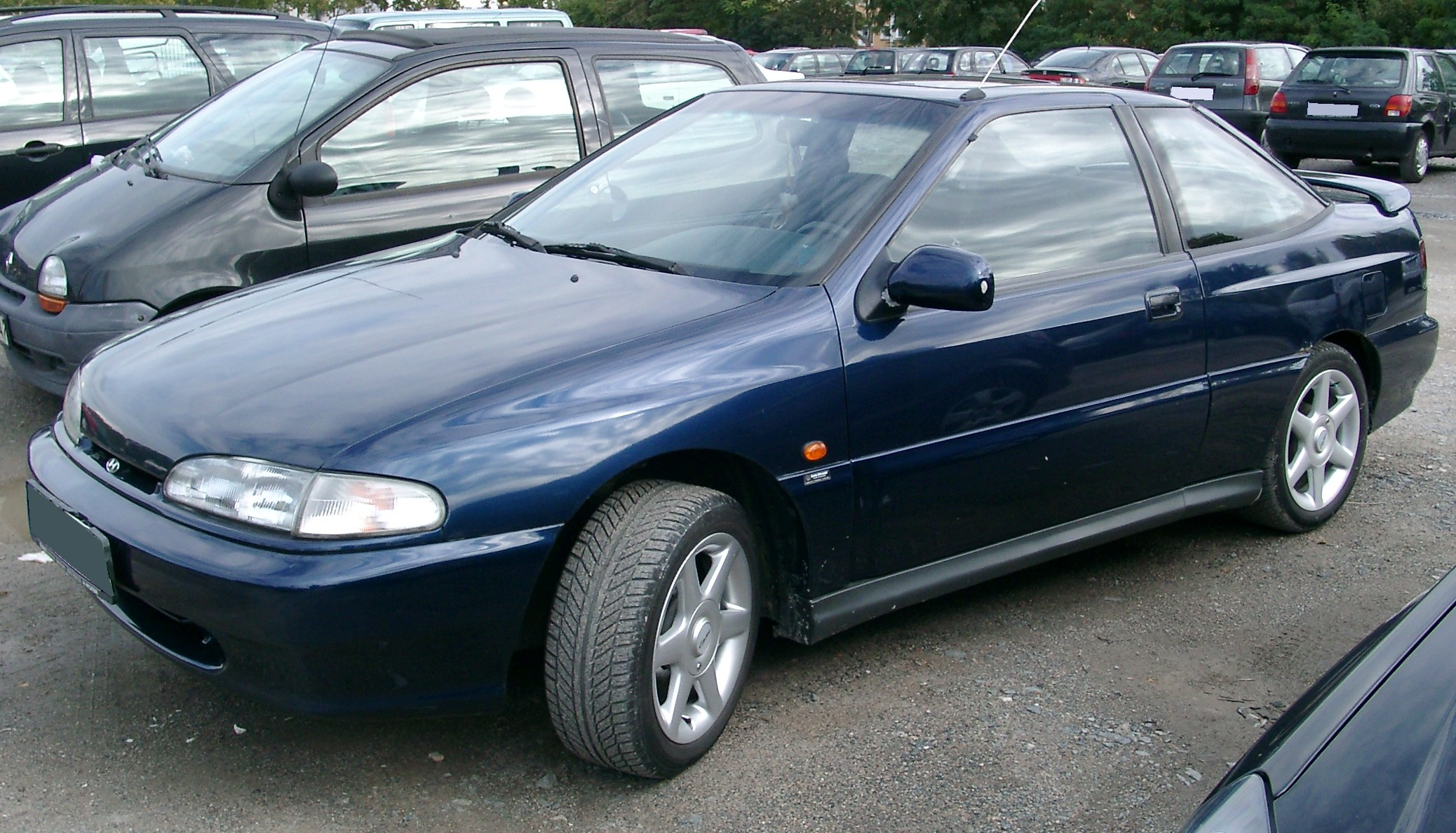
Фейслифтинг модели (вид спереди)
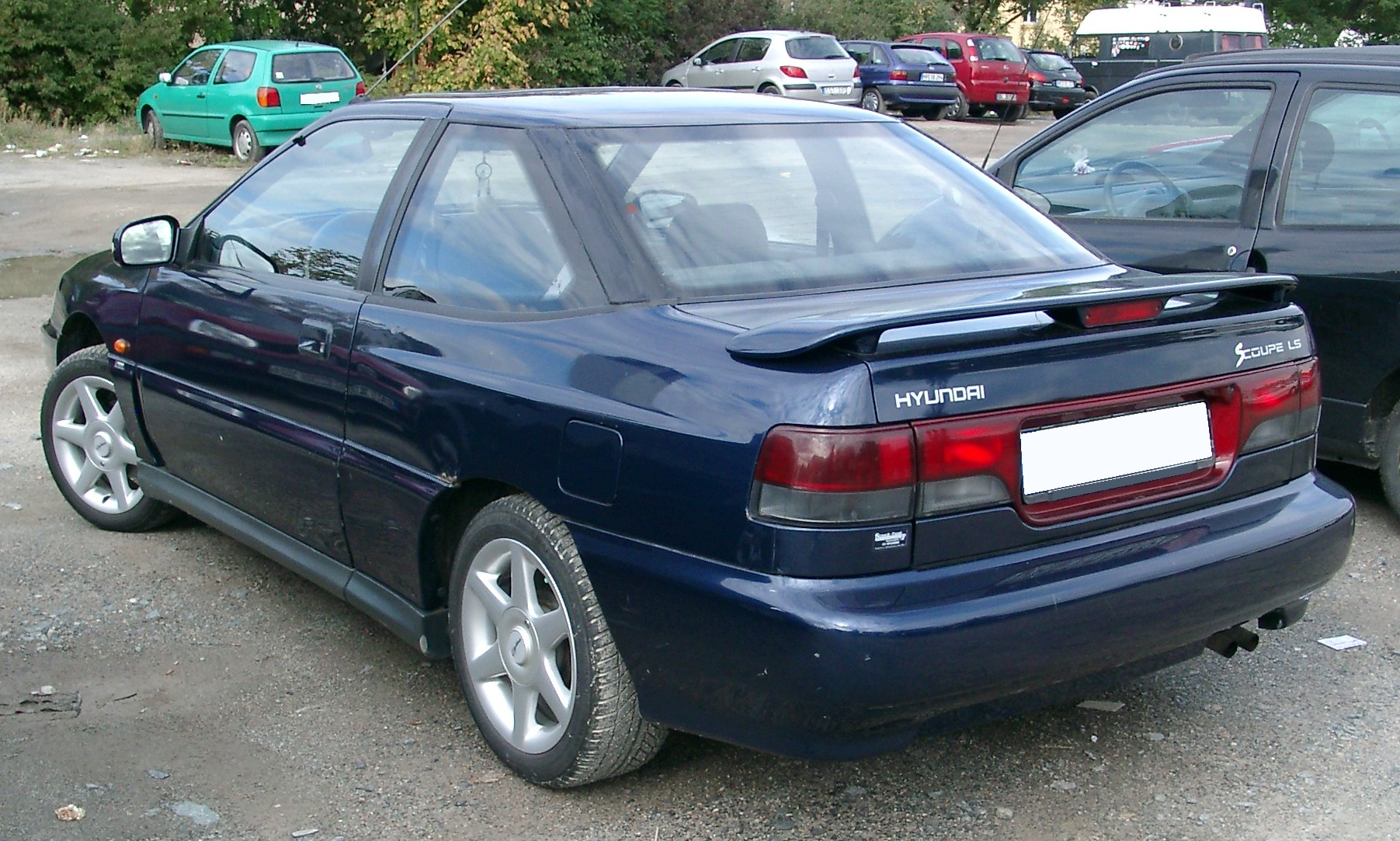
Фейслифтинг модели (вид сзади)

## Технические характеристики
| Годы производства | Двигатель                | Двигатель | Двигатель  | Динамические характеристики | Динамические характеристики | Трансмиссии  | Трансмиссии  |
| Годы производства | Название                 | Объём     | Напряжение | Мощность                    | Крутящий момент             | 5-скор. МКПП | 4-скор. АКПП |
| ----------------- | ------------------------ | --------- | ---------- | --------------------------- | --------------------------- | ------------ | ------------ |
| 1989—1992         | Orion 4G15 / Sirius G4DJ | 1468 см3  | 8 В        | 81 л. с.                    | 123 Н*м                     | +            | +            |
| 1993—1995         | Alpha G4EK               | 1492 см3  | 12 В       | 92 л. с.                    | 132 Н*м                     | +            | +            |
| 1993—1995         | Alpha G4EK Turbo         | 1492 см3  | 12 В       | 115 л. с.                   | 167 Н*м                     | +            | -            |